# Aleka's Attic
Aleka's Attic est un groupe américain de rock alternatif, originaire de Gainesville, en Floride. Formé en 1988, le groupe se sépare en 1992.

## Biographie
Aleka's Attic est formé par River Phoenix et sa sœur Rain Phoenix, en 1988. Le groupe incluait River Phoenix en chanteur principal et à la guitare, Rain Phoenix à la percussion, Josh McKay à la basse, et Josh Greenbaum à la batterie.
River Phoenix permet au groupe de signer dès sa création un contrat avec Island Record grâce à ses connaissances acquises dans le monde du cinéma dans lequel il évolue. Le contrat signé stipule que le groupe a 2 ans pour enregistrer son premier album. En annexe, la maison de disque se réserve le droit de proroger ou de dénoncer le contrat si la date limite est dépassée. Les projets cinématographiques de River Phoenix l'empêchant de se consacrer pleinement à l'écriture et à la composition de l'album, Island Record met fin à leur collaboration jugeant les quelques morceaux existants trop peu vendeurs. 
Les membres décident tout de même d'enregistrer leur album en tant que groupe indépendant. Le projet ne sortira jamais et les Aleka's Attic se sépareront immédiatement après la mort de River Phoenix le 31 octobre 1993. En 1997, des amis de River Phoenix dont Michael Stipe des REM rachètent la totalité des droits des quelques morceaux enregistrés à Island Record.
Dans le film Sneakers, le personnage joué par Dan Aykroyd porte un t-shirt Aleka's Attic dans une scène.

## Discographie

### Albums studio
- 1992 : Aleka's Attic (jamais publié)

### Titres
La liste des titres ne pouvant être garantie dû au défaut de sortie d'un album sur le marché par le groupe permettra tout de même d'éviter les nombreuses fausses raretés présentées comme étant authentiques sur différents sites Internet.
- Zero (aka neveroddoreven)
- Alone We Elope
- Below Beloved
- Bliss Is...
- Dog God
- Get Anything
- Note to a Friend
- Safety Pins and Army Boots
- Scales and Fishnails
- Senile Felines
- You're So Ostentacious